# 데자뷰 (2006년 영화)
《데자뷰》(영어: Déjà Vu)는 미국에서 제작된 토니 스콧 감독의 2006년 SF 액션 영화이다. 덴절 워싱턴, 폴라 패튼, 짐 커비즐, 밸 킬머 등이 출연하였고, 제리 브룩하이머 등이 제작에 참여하였다.

## 출연진
- 덴절 워싱턴
- 폴라 패튼
- 짐 커비즐
- 밸 킬머
- 브루스 그린우드
- 애덤 골드버그
- 엘든 헨슨
- 에리카 알렉산더
- 맷 크레이븐
- 엘 패닝
- 엔리케 카스티요

## 기타 제작진
- 협력 제작: 돈 페러론, 팻 샌드스턴
- 배역: 케리 바든, 데니즈 채미언, 빌리 홉킨스, 수잰 스미스 크롤리
- 미술: 크리스 시거스
- 미술 효과: 로즈메리 브랜던버그
- 미술 감독: 드루 바우턴
- 의상: 엘런 미로지닉